# Servo di scena (dramma)
Servo di scena (The Dresser) è un dramma in due atti scritto nel 1979 da Ronald Harwood e rappresentato per la prima volta a Manchester nel marzo 1980.
È il quinto lavoro teatrale dell'autore inglese, ma il suo primo grande successo, subito messo in scena nei principali Paesi europei e a New York.
Nel 1983 lo stesso autore lo sceneggiò per una versione cinematografica firmata da Peter Yates.
Nel 2015 Richard Eyre ne diresse una nuova versione per la televisione con Anthony Hopkins e Ian McKellen.

## Trama
Nel gennaio 1942, in un teatro della provincia inglese, una compagnia di giro sta per rappresentare un testo del proprio repertorio shakesperiano, ma l'anziano capocomico, Sir, è in preda a una crisi di nervi e non fa altro che piangere. Milady, la prim'attrice nonché sua moglie, Madge, la direttrice di scena, e tutti i colleghi sono in grande apprensione, anche perché il teatro è pieno: ma Norman, il suo assistente, è convinto di risolvere anche questa situazione.
Lui infatti, da molti anni al fianco di Sir, non è solo quello che si occupa di mettergli, togliergli e curargli gli abiti di scena, ma molto di più: è il suo assistente personale, il suo confidente, il parafulmine delle sue sfuriate contro tutto e tutti, l'unico che sopporta e amorevolmente accetta le bizzarrie e i capricci di Sir. L'aiuta a truccarsi, a mangiare, a ripassare la parte, e deve averlo “coperto” ogni volta che ha corteggiato qualche giovane attrice.
In effetti, con molta pazienza, fra un tè, un gin e una supplica, Norman rimette in piedi il vecchio attore e lo convince a prepararsi per andare in scena, salvando così la rappresentazione: stasera tocca al Re Lear, e Norman deve faticare non poco perché Sir comincia a truccarsi il viso da Otello, poi dice di non ricordarsi le battute iniziali benché abbia alle spalle migliaia di repliche; quindi è preoccupato perché deve sollevare di peso Milady nella scena della morte di Cordelia, e si lamenta per gli attori della compagnia, perché causa la guerra, sostiene, son rimasti solo vecchi, invalidi e gay... Come non bastasse, nomina Macbeth, cosa che porta male secondo i teatranti britannici!
Comunque, nonostante tutto – e nonostante l'allarme aereo annunci nuovi bombardamenti nazisti – lo spettacolo comincia: fra le quinte Norman e i tecnici seguono la recita, sentono gli applausi che Sir riesce ancora a strappare, e al momento della tempesta anche gli attori che non sono di scena si prodigano con le macchine per gli effetti del tuono, dei lampi, del vento e della pioggia.
Finito lo spettacolo, e gustate le chiamate in proscenio, Sir sfinito si adagia nel proprio camerino, dove mostra a Norman il quaderno su cui ha iniziato a scrivere l'autobiografia: in realtà c'è solo la dedica, un lungo elenco di persone e di categorie, ai quali va la gratitudine di Sir. Ma fra questi non c'è Norman, che protesta. Sir però non lo sente, sembra essersi addormentato di colpo: Norman lo scuote, e si rende conto che è morto...

## Debutto
La prima mondiale di The Dresser fu il 6 marzo 1980 nell'Exchange Theatre di Manchester, con Tom Courtenay nel ruolo di Norman e Freddie Jones in quello di Sir, per la regia di Michael Elliot, vecchio collaboratore di Harwood.
A Londra lo spettacolo arrivò il 30 aprile seguente, nel Queen's Theatre.

## Televisione
Nel 2015  Servo di scena è stato portato anche sul piccolo schermo: infatti, la BBC ne ha tratto un film per la tv, della durata di un'ora e 45 minuti, che è stato trasmesso il 31 ottobre 2015 sul secondo canale della emittente pubblica britannica.
Diretto dal regista teatrale e cinematografico Richard Eyre è interpretato da un cast stellare, con Anthony Hopkins nei panni di Sir, Ian McKellen in quelli di Norman, ed Emily Watson nelle vesti di Milady. Da segnalare inoltre la presenza di Edward Fox, qui a impersonare l'anziano attore Thornton, 32 anni dopo esser stato, nel film di Yates, l'arcigno Oxenby.

## In Italia
Servo di scena fu portato in Italia già nella stagione 1980-1981 da Umberto Orsini, che ne aveva acquistato subito i diritti: tradotto da Masolino D'Amico, era interpretato dallo stesso Orsini nel ruolo del titolo, e da Gianni Santuccio in quello di “Sir”, con la regia di Gabriele Lavia.
L'allestimento debuttò il 31 ottobre 1980 a Siena, nel Teatro dei Rinnovati:
fu un successo immediato, tant'è che lo spettacolo, prodotto dal Teatro Eliseo di Roma, fu ripreso e lungamente replicato anche la stagione successiva.
Una dozzina d'anni dopo, vestì i panni di Sir il grande Turi Ferro, diretto dal figlio Guglielmo e affiancato da Piero Sammataro.
Più di recente, il dramma è stato riproposto nel 2004 con Nando Gazzolo (Sir) e Pietro Longhi (Norman), e nel 2012 da Franco Branciaroli (Sir).

## Il titolo
Il titolo originale The Dresser, che letteralmente significa “vestiarista”, si riferisce a una mansione tipica del teatro britannico di un tempo, che non ha avuto equivalente in Italia e altrove perché non è strettamente l'addetto al guardaroba del prim'attore, ma molto di più: assistente personale, confidente, factotum, suggeritore, truccatore.
Per questo motivo, cioè per l'impossibilità di tradurre con un termine esatto, in un'intervista di Harwood alla Stampa dell'agosto 1980, l'imminente edizione italiana veniva annunciata con il titolo L'aiutante di sartoria.
Sì optò poi per Servo di scena, che pur essendo – nella terminologia teatrale italiana – una figura tecnica di basso livello (una specie di facchino tra le quinte), e già in disuso all'epoca dell'allestimento, fu ritenuta più efficace per rendere l'idea dell'attività svolta da Norman.
Lo stesso titolo, con l'aggiunta dell'articolo, venne poi usato per l'edizione italiana del film di Peter Yeats, tratto dalla commedia.